# Guido Ubaldo Abbatini
Guido Ubaldo Abbatini (* um 1600 in Città di Castello, Provinz Perugia; † 1656 in Rom) war italienischer Maler und Mosaizist.

## Leben
Guido Ubaldo Abbatini begab sich als Jugendlicher gemeinsam mit seinem Bruder, dem Musiker Antonio Maria Abbatini, nach Rom. Seine erste künstlerische Ausbildung erhielt er als Lehrling des Malers Giuseppe Cesari, gen. Cavaliere d’Arpino. Kurz darauf jedoch wandte er sich der Manier des Pietro da Cortona zu. Als Künstler war er wenig selbständig.
Seit der Wahl Urbans VIII. zum Papst (1623) gehörte Abbatini zu den vielen Mitarbeitern Berninis, eines Günstlings des Papstes. Er blieb mit Bernini dauerhaft eng verbunden. Zwischen 1630 und 1650 malte er im Rahmen diverser künstlerischer Projekte Berninis u. a. Fresken für verschiedene römische Gotteshäuser. In der Cornaro-Kapelle der Kirche Santa Maria della Vittoria schuf er beispielsweise von 1647 bis 1652 das illusionistische Deckenfresko mit Darstellung der Glorie des Heiligen Geistes oberhalb von Berninis berühmter Skulptur der Verzückung der Heiligen Theresa. Des Weiteren malte er um 1649 das Altarbild der Himmelfahrt Mariens mit Engeln und Kindern in der Cappella Angelo Pio der Kirche Sant’Agostino, etwa um die gleiche Zeit die Fresken und Dekorationen in der Cappella Raimondi der Kirche San Pietro in Montorio sowie 1650 gemeinsam mit Giovanni Francesco Romanelli die Fresken der Sakristei der Kirche Santo Spirito in Sassia.
Im Petersdom schuf Abbatini von 1630 bis 1633 Chiaroscuro-Malereien in den Kapellen unter den Kuppelpfeilern. In der gleichen Basilika arbeitete er auch als Mosaizist und vollendete dort seit 1634 die vom Meister dieses Genres, Giovanni Battista Calandra, gestalteten Mosaiken der Cappella della Madonna im Fries über den Gewölbezwickeln sowie ein nach dem Ableben Calandras (1644) noch unfertiges Mosaik nach eigenen Kartons. 1649 restaurierte er das Mosaik der Navicella in der Vorhalle der Basilika.
Im Vatikan malte Abbatini von 1635 bis 1637 im Sala di Carlo Magno Fresken mit Darstellungen aus dem Leben Karls des Großen. Diese eigenständige Arbeit lässt erkennen, dass er einen gemäßigt klassischen Stil präferierte. Außerdem schmückte er im Vatikan von 1637 bis 1642 den Sala della Contessa Matilde di Canossa mit Fresken nach den Kartons von Giovanni Francesco Romanelli aus, die Szenen aus dem Leben der Markgräfin Mathilde zeigen.
Um 1653 erhielt Abbatini den Auftrag, die Kuppel der Sakramentskapelle des Petersdoms mit Mosaiken zu verzieren. Ab 1654 war er damit beschäftigt, die Mosaike in der Kuppel der Kapelle des heiligen Sebastian zu gestalten, wobei er sich an die Kartons von Pietro da Cortona hielt. Der Kardinal Fausto Poli verpflichtete Abbatini 1654, eine Reihe von Fresken für die Kirche San Fortunato in Poggioprimocaso nahe Cascia auszuführen.
Auch als Porträtist war Abbatini bisweilen tätig. So schuf er ein erhaltenes, heute der Galleria nazionale d’arte antica in Rom (Palazzo Barberini) gehöriges Bildnis des Papstes Urban VIII. Ein zweites von ihm gezeichnetes Porträt Urbans VIII. befindet sich in einer Privatsammlung. Ebenso werden Abbatinis Bildnisse von Innozenz X. und des Kardinals Rinaldo d’Este in Privatsammlungen aufbewahrt, während sich sein Porträt des Kardinals Francesco Barberini im Palazzo Chigi in Ariccia bei Rom befindet. Andere Bildnisse Abbatinis wie jenes des Kardinals Orazio Giustiniani und die von ihm gemalte Titelseite des von Girolamo Teti 1647 publizierten Buchs Aedes Barberinae ad Quirinalem a Comite Hieronymo Tetio Descriptae (seit 1987 in der National Gallery of Art in Washington) sind durch Nachstiche bekannt.
Für Bernini führte Abbatini auch Theaterdekorationen und architektonische Entwürfe in Öl aus, so die Fassade des Palazzo di Monti Citorio (heute im Palazzo Doria-Pamphilj in Rom).